# Štír jordánský
Štír jordánský (Leiurus jordanensis) je jordánský štír. Je zbarven černohnědě. Celková délka štíra je 7,4 cm. Je znám a popsán pouze podle jediného exempláře nalezeného v blízkosti jordánského města Al Muddawwarah v nadmořské výšce 700 m. Tento štír byl nalezen v červnu roku 2000 během nočního sběru při bázi hrany pískovcových skal, obklopených písečnou pouští a suchou hammadou. V dalších letech proběhlo pátrání po dalších exemplářích neúspěšně. Další druh rodu Leiurus quinquestriatus se dun straní a jeho lokality jsou odlišné od lokality L. jordanensis. Rozšíření obou druhů se na území Jordánska pravděpodobně nepřekrývá.
Místo nálezu štíra je absolutní severozápadní hranou výskytu ještěrky Acanthodactylus tilburyi a gekona Stenodactylus slevini. Výskyt obou druhů je těžištěm v severní Saúdské Arábii a dle toho lze předpokládat, že se L. jordanensis vyskytuje dále také na severu Saúdské Arábie. Na druhou stranu se oblast vyznačuje velkou měrou endemismu a je možné, že L. jordanensis je zdejším endemitem. Dalším jordánským štírem známým pouze podle jediného exempláře je Birulatus haasi.